# 也先帖木儿
也先帖木儿（？—1332年），元世祖忽必烈第五子忽哥赤之子，袭封云南王。

## 生平
云南王忽哥赤死后，太宗孙禾忽之子南平王秃鲁镇云南。也先帖木儿久未袭封。张立道为中庆路总管，1280年入朝请求世祖。十月，赐也先帖木儿云南王之印。1285年，敕云南行省，不向云南王商议的事，不准施行。敕合剌章酋长之子人质京师，千户、百户子留人质云南王。1287年，换驼纽金印。元军征缅甸，命也先帖木儿卒所部镇抚大理等处。四月，敕缅中行省军禀云南王节制。元军到蒲甘失利，不久缅王请降。元武宗即位，进封营王，换兽纽金印。封镇西武靖王帖木儿不花的儿子老的为云南王，代替也先帖木儿。皇庆元年（1312年），赐福州路福安县一万三千六百有四户食邑。元泰定帝崩，元文宗在大都自立，也先帖木儿与平章秃满答儿奉上都之命，自辽东率兵入迁民镇，进至通州，被燕铁木儿败。齐王月鲁帖木儿攻陷上都，也先帖木儿被文宗夺去王印。至顺元年（1330年），归还王印。至顺元年（1332年）二月，也先帖木儿卒。有三子，脱欢不花、脱鲁、孛羅。

## 子孙

### 子
- 脱欢不花太子
- 雲南王阿魯（脱魯）
- 云南王孛羅，後進封梁王

### 女儿
- 亦怜真八剌（元朝濮国长公主，高丽靖和宫主）

### 孙
- 把匝剌瓦尔密（梁王）

## 资料来源
- 《元史·宗室世系表》
- 《新元史》